# Diana Belbiță
Diana Irena Belbiță (n. 26 iunie 1996, Strehaia, România)  este multiplă campioană națională, europeană și mondială de Kempo, campioană la kickboxing și luptătoare profesionistă de MMA. Singura campioană de MMA a României (deținătoare a centurii Real Xtreme Fighting - cea mai mare promoție de MMA din România). A participat și la show-ul televizat Exatlon România transmis de Kanal D, făcând parte din echipa faimoșilor, fiind ultima fată rămasă dintre cele care au pășit de prima dată pe traseele Exatlon. Semi-finalista in show-ul Ferma - Un nou început transmis de PRO TV. În data de 23 aprilie s-a anunțat oficial că a semnat contract cu cea mai mare promoție de MMA din lume UFC. 
În iunie 2019, Diana a decis să se mute în Canada în vederea pregătirii pentru UFC, acolo unde se afla și în prezent.
24 iulie 2021, Diana Belbita o invinge categoric prin decizie unanima (30-27) pe americana Hannah Goldy, astfel scrie istorie si devine prima romanca care castiga un meci in cea mai mare promotie de MMA din lume, UFC.

## Informații personale
Diana a început să facă sport la 12 ani. A început antrenamentele la Palatul Copiilor din Strehaia cu antrenorul Ilie Gâdea, care a inițiat-o în judo. La vârsta de 14 ani s-a mutat din orașul natal, Strehaia în Drobeta Turnul-Severin pentru a-și continua antrenamentele alături de Sensei Constantin Mitroi. A fost atrasă ulterior de o ramură mai dură a sportului și a decis ca în primăvara anului 2015 să intre în cușcă.
În aprilie 2012 a câștigat Cupa Mondiala K1 (WAKO) de la Szeged.
În martie 2016, pentru a se pregăti la un nivel înalt în cariera sa MMA, Diana a decis să se mute la Oradea, unde s-a pregătit la Centrul de Arte Marțiale Mixte Alexandru Lungu, alături de "Muntele Bihorului" și Ioan Brânză. Pe 1 octombrie 2016 Diana a luptat în Zielona-Gora (Polonia) și a câștigat în fața reprezentantei țării gazdă, poloneza Katarzina Lubonska. Reușita din acea luptă a trimis-o direct în meciul pentru centura KSW. 
Pe 27 mai 2017 s-a luptat cu brazilianca Ariane Lipski, care, în ultimele șase meciuri, își învinsese adversarele prin KO. Meciul a fost pierdut de Diana Belbiță.
In urma cu mai multi ani, Diana a fost selectată în lotul național "Unifight", un sistem complex de luptă similar cu cel din Mixed Martial Arts. Diana Belbiță a câștigat titlul de campioană națională în Unifight și apoi două titluri de campioană europeană în același stil. Este multiplă campioană națională la Budokai și câștigătoare a altor medalii, atât interne, cât și externe, în turnee de K-1 și MMA. A câștigat și un meci în care a avut ca adversar un bărbat.
Începând cu 7 ianuarie 2018 a intrat în competiția Exatlon România participând în echipa "Faimoșilor".
In toamna anului 2018 s-a anunțat că Diana a schimbat echipa de pregatire mutându-se în București unde se antrenează la  Preda Fight Club.
La începutul anului 2019, Diana a intrat in alt show televizat Ferma - Un nou început.
Pe 23 aprilie 2019, a fost anunțat oficial că Diana a semnat un contract cu UFC.
În octombrie 2019 a ales să reprezinte Canada in competițiile UFC.
Pe 18 octombrie 2019, și-a făcut debutul în UFC cu o înfrângere împotriva lui Molly McCann prin decizie.

## Record profesional
| Rezultate profesioniste |             |              |
| 19 meciuri              | 13 victorii | 6 înfrângeri |
| Prin knockout           | 6           | 0            |
| Prin predare            | 3           | 4            |
| La puncte               | 4           | 2            |

| Rezultat   | La general | Adversar           | Metodă                      | Eveniment                            | Data               | Runda | Timp | Locația                                       | Note |
| ---------- | ---------- | ------------------ | --------------------------- | ------------------------------------ | ------------------ | ----- | ---- | --------------------------------------------- | ---- |
| Victorie   | 13–6       | Hannah Goldy       | Decizie (unanimă)           | UFC on ESPN: Sandhagen vs. Dillashaw | 24 iulie 2021      | 3     | 5:00 | Las Vegas, Nevada, Statele Unite ale Americii |      |
| Înfrângere | 12–6       | Liana Jojua        | Submisie (armbar)           | UFC on ESPN: Kattar vs. Ige          | 16 iulie 2020      | 1     | 2:43 | Abu Dhabi, Emiratele Arabe Unite              |      |
| Înfrângere | 12–5       | Molly McCann       | Decizie (unanimă)           | UFC on ESPN: Reyes vs. Weidman       | 18 octombrie 2019  | 3     | 5:00 | Boston, Massachusetts, Statele Unite          |      |
| Victorie   | 12–4       | Milena Bojiç       | KO (punches)                | RXF MMA 33: MMA All Stars            | 10 decembrie 2018  | 1     | 0:17 | București, România                            |      |
| Victorie   | 11–4       | Ana Maria Pal      | Submisie (armbar)           | RXF 30                               | 20 august 2018     | 2     | 1:35 | România                                       |      |
| Victorie   | 10–4       | Cristina Netza     | TKO (punches)               | RXF 29: MMA Allstars 4               | 18 decembrie 2017  | 3     | 0:49 | Brașov, România                               |      |
| Înfrângere | 9–4        | Iony Razafiarison  | Submisie (guillotine choke) | Superior FC 18                       | 16 septembrie 2017 | 2     | 1:21 | Ludwigshafen, Germania                        |      |
| Victorie   | 9–3        | Morgane Manfredi   | Decizie (unanimă)           | RXF 27: Next Fighter                 | 29 iulie 2017      | 3     | 5:00 | Piatra Neamț, România                         |      |
| Înfrângere | 8–3        | Ariane Lipski      | Submisie (armbar)           | KSW 39: Colosseum                    | 27 mai 2017        | 1     | 4:52 | Varșovia, Polonia                             |      |
| Victorie   | 8–2        | Katarzyna Lubońska | Decizie (unanimă)           | KSW 36: Trzy Korony                  | 1 octombrie 2016   | 3     | 5:00 | Zielona Góra, Polonia                         |      |
| Victorie   | 7–2        | Virag Furo         | TKO (elbows)                | RXF 23: Judgment Day                 | 6 iunie 2016       | 1     | 2:08 | București, România                            |      |
| Victorie   | 6–2        | Paulina Borkowska  | KO (head kick and punches)  | RXF 22: România vs. Polonia          | 21 martie 2016     | 1     | 4:00 | București, România                            |      |
| Înfrângere | 5–2        | Eeva Siiskonen     | Decizie (split)             | Fight Night 14                       | 28 noiembrie 2015  | 3     | 5:00 | Lappeenranta, Finlanda                        |      |
| Înfrângere | 5–1        | Cristina Stanciu   | Submisie (armbar)           | RXF 18: Cluj-Napoca Fight Night      | 15 iunie 2015      | 1     | 2:39 | Cluj-Napoca, România                          |      |
| Victorie   | 5–0        | Renáta Cseh-Lantos | Decizie (unanimă)           | RXF 17: Craiova                      | 16 martie 2015     | 3     | 5:00 | Craiova, România                              |      |
| Victorie   | 4–0        | Roxana Crișan      | KO                          | Horia Demian Sports Hall             | 11 iulie 2014      | 1     |      | Las Vegas, Nevada, Statele Unite              |      |
| Victorie   | 3–0        | Alice Ardelean     | Submisie (armbar)           | Romanian XF 14                       | 3 noiembrie 2014   | 2     | 3:05 | Sibiu, România                                |      |
| Victorie   | 2–0        | Roxana Dinescu     | Submisie (armbar)           | Romanian XF 12                       | 4 august 2014      | 2     | 4:12 | Mamaia, România                               |      |
| Victorie   | 1–0        | Roxana Crișan      | KO                          | Real Xtreme Fighting                 | 5 aprilie 2014     |       |      | Brașov, România,                              |      |